# Гантмахер Фелікс Рувимович
Фелікс Рувимович Гантмахер (22 лютого 1908 — 16 травня 1964) — радянський математик та механік. Батько фізика Всеволода Гантмахера.

## Життєпис
Ф. Р. Гантмахер народився 22 лютого 1908 року в Одесі. Навчався в Одеському інституті народної освіти (ОІНО), згодом в аспірантурі. Учень С. Й. Шатуновського, Г. К. Суслова та М. Г. Чеботарьова. В 1929 році опублікував свою першу наукову роботу «Про дві основні диференціальні форми в афінной теорії поверхностей».
У 1927—1930 роках викладав в Одеському інституті народної освіти (ОІНО). В 1930—1933 роках працював професором ФІзико-хіміко-математичного інституту, з 1933 року — професором Одеського державного університету, від 1938 року  — в Математичному інституті АН СРСР. У 1942—1946 роках керував відділом ЦАГІ. Від 1947 року працював професором у Московському державному університеті, а з 1951 року — і у Московському фізико-технічному інституті.
В 1938 році захистив дисертацію на здобуття наукового ступеня доктора фізико-математичних наук. Вчене звання професора присвоєно в ОІНО у 1930 році.
Є одним із засновників журналу «Успехи математических наук».
Помер 16 травня 1964 року в Москві.

## Наукова діяльність
Основні праці з теорії матриць, механіки, теорії диференціальних рівнянь та теорії напівпростих груп Лі.
Монографія «Теория матриц» (М., 1953) перекладена англійською, німецькою та іншими мовами й здобула широке визнання.
Під час Німецько-радянської війни брав активну участь у теоретичних та експериментальних дослідженнях, пов'язаних з зовнішньою балістикою реактивних снарядів та іншими оборонними питаннями.

## Праці
- Гантмахер Ф. Р., Крейн М. Г. Осциляційні матриці та ядра та малі коливання механічних систем. — 2025. — 374 с.(укр.)
- Гантмахер Ф. Р. Теорія матриць. — 2025. — 757 с.(укр.)

- Осцилляционные методы и ядра и малые колебания механических систем /Ф. Р. Гантмахер. — М.-Л.: ГТПИ, 1941, 1950. — 359 с.
- Теория матриц / Ф. Р. Гантмахер. — М.:Гостехиздат, 1953, 1966. — 576 с.
- Теория полета неуправляемых ракет/ Ф. Р. Гантмахер, Л. М. Левиин. — М.: Физматгиз, 1959. — 360 с.
- Лекции по аналитической механике/ Ф. Р. Гантмахер. — М.: Физматгиз, 1960. — 296 с.

- F. R. Gantmacher, M. G. Krein, Oscillation matrices and kernels and small vibrations of mechanical systems, ISBN 0-8218-3171-2, 2002
- F. R. Gantmacher, The Theory of Matrices, 1959

## Нагороди
- Орден Червоної Зірки.
- Сталінська премія (1948).